# Triathlon aux Jeux olympiques de la jeunesse de 2014
Navigation
Édition précédente Édition suivante
Les épreuves de triathlon aux jeux olympiques de la jeunesse d'été de 2014 ont lieu au Xuanwu Lake de Nankin, en Chine, du 17 au 21 août 2014.

## Podiums[1]
| Event        | Or                                                                      | Argent                                                                  | Bronze                                                                        |
| ------------ | ----------------------------------------------------------------------- | ----------------------------------------------------------------------- | ----------------------------------------------------------------------------- |
| Garçons      | Ben Dijkstra                                                            | Daniel Hoy                                                              | Emil Deleuran Hansen                                                          |
| Filles       | Brittany Dutton                                                         | Stephanie Jenks                                                         | Émilie Morier                                                                 |
| Relais mixte | Europe 1 Ben Dijkstra Emil Deleuran Hansen Émilie Morier Kristin Ranwig | Europe 3 Carmen Gomez Cortes Bence Lehmann Sian Rainsley Giulio Soldati | Océanie 1 Brittany Dutton Daniel Hoy Elizabeth Stannard Jack van Stekelenburg |

## Autres
Résultats ;
- Alberto González García : 6e en individuel et 5e par équipes (Europe 2)
- Seth Rider : 12e en individuel et 6e par équipes (Amérique 2)
- Émilie Morier : 3e en individuel et 1re par équipes (Europe 1)